# JCT Ltd.
Die Jagatjit Cotton & Textile Mills wurden 1946 von Karam Chand Thapar in Hoshiarpur, Punjab (Indien), gegründet. 1989 erfolgte die Umfirmierung in JCT Ltd. Textiles Manufacturing Plant. Das Unternehmen wird seit 1994 von Samir Thapar, einem Enkel des Gründers, als Vorsitzendem des Vorstands und der Geschäftsführung vom Firmensitz in New Delhi aus geleitet.

## Geschichte
Das Unternehmen wurde 1946 von Karam Chand Thapar als neuer Geschäftsbereich seiner Holdinggesellschaft Thapar Group in Hoshiarpur gegründet. 1962 wurden die Benaras Cotton and Silk Mills übernommen und seit 1973 eine Kooperation mit den Thonburi Textile Mills in Bangkok, Thailand, betrieben. Bis Ende der 1970er Jahre blieb die Textilherstellung aus Baumwollfasern der größte Geschäftsbereich, bevor dann auch die Herstellung synthetischer Fasern und Garne begann. Durch Übernahmen und Kooperationen ist das Unternehmen dann weiter gewachsen.
1978 wurden Shree Sadul Textiles Ltd. sowie Taplon Synthetics Ltd. übernommen. 1980 begann eine technische Kooperation mit der (ehemals deutschen) Zimmer AG, die von der britischen Vickers  plc übernommen worden war. Gemeinsam mit der  E. I. du Pont de Nemours and Company wurde 1981 die Punjab Polyfibres Ltd gegründet. Ein Jahr später wurde ein management and technical Know how Assistance Agreement mit der Lakshmi Textiles SND, Malaysia, abgeschlossen. 1988 kam in Hoshiarpur ein Werk für Färbemittel hinzu. Daneben wurden Kidarnath Kishanchand Ltd und Sterling Steels  & Wires Ltd  übernommen.
1991 geriet das Unternehmen infolge von Zinserhöhungen, Währungsverlusten und außerordentlichen Abschreibungen in finanzielle Schwierigkeiten.
Im Zuge einer Konsolidierung der synthetischen  Garnherstellung wurde 1994 die Tochtergesellschaft JCT Fibres mit der Hauptgesellschaft verschmolzen. Der Polyesterbereich wurde um Fertigungskapazitäten für Stapelfasern, Chips in Textilqualität und PET-Harze erweitert auf eine Jahreskapazität von etwa elf Tausend Tonnen. Im selben Jahr schloss die Stahlabteilung mit einer koreanischen Gesellschaft  eine Vereinbarung zur Herstellung von Drahtseilen.
Gemeinsam mit der Punjab State Industrial Development Corporation Ltd und dem japanischen Elektronikkonzern Hitachi wurde 1976 die Punjab Display Devices (seit 1986: JCT Electronics) gegründet, die in Mohali, Punjab, ein Werk für Farbbildschirme mit einer jährlichen Kapazität von 500.000 errichtete. 2015 sank die Produktion auf etwa ein Zehntel, so dass die Gesellschaft in Liquidation ging.
In Folge der coronabedingten Auflagen wurden die Werke 2020 für zwei Monate geschlossen.

## Geschäftsbereiche
Textil
Das Textilwerk mit einer Spinnerei und einer Weberei von Baumwolle in Phagwara hat eine Kapazität von jeweils 30 Millionen Meter Stoffen und Garnen pro Jahr. Die eingesetzten Maschinen stammen von Monforts und Benninger.
Das Werk hat als erstes in Indien eco-freundliche Gewebe hergestellt.
Nylon/Polyester
Die Herstellung von Filamentgarnen aus Nylon-6 wurde 1989 im Werk Hoshiapur begonnen. Über die Produktionsstufen Polymerisation, Spinnerei und Garnherstellung können pro Jahr etwa 14.000  Tonnen Garne und 1.000 Tonnen Nylon Chips erzeugt werden, die von Kunden in den Bereichen Wäsche, Heimtextilien und technische Anwendungen weiterverarbeitet werden.
Handel
Das Unternehmen betreibt unter dem Markennamen Arya eigene Einzelhandelsgeschäfte.